# 周尧故居
29°38′25″N 121°39′30″E / 29.640309°N 121.658271°E
周尧故居是浙江省宁波市境内一处人物故居，位于鄞州区塘溪镇上周村，是中国知名昆虫学家周尧的故居。房屋原为四合院风格，1956年洪水冲毁，现重建。建筑为一进三合式建筑，主楼为前廊二层硬山顶，东西单层厢房，正中为鹅卵石铺地天井。目前建筑辟为纪念馆，2011年列入浙江省文物保护单位。